# Newport Beach Film Festival
O Newport Beach Film Festival é um festival de filmes dos Estados Unidos que ocorre em Newport Beach, California. O festival de 2012 estrelou 460 diferentes filmes.
Foi estabelecido em 1999.